# Walter Müller (Fußballspieler, 1928)
Walter Müller (* 22. Dezember 1928 in Achim bei Verden; † 16. September 1995) war ein deutscher Fußballspieler und -trainer. Der Stürmer wird in den damals erstklassigen Oberligen Nord und West mit insgesamt 223 Ligaspielen und 89 Toren für die Vereine 1. SC Göttingen 05 und 1. FC Köln geführt. Als Fußballtrainer gewann er in der Saison 1963/64 mit KSV Hessen Kassel die Meisterschaft in der Fußball-Regionalliga Süd.

## Karriere im Fußball
Müller, der in der Jugend sowohl Handball als auch Fußball bei der Sportvereinigung Kassel-Harleshausen (SVH) spielte, war anschließend drei Jahre bei Göttingen 05 während seines Studiums in der Fußball-Oberliga Nord aktiv. Mit Mannschaftskamerad Günter Schlegel belegte er 1951/52 unter Trainer Fritz Rebell mit den Schwarz-Gelben vom Maschpark im Norden den sechsten Rang und hatte dabei in 26 Oberligaeinsätzen 13 Tore erzielt. Am 18. März 1951 wurde Müller auf Rechtsaußen beim Repräsentativspiel in Hamburg in der Auswahl von Norddeutschland gegen Süddeutschland eingesetzt (2:4). Ab der Saison 1952/53 spielte Müller sechs Jahre lang beim 1. FC Köln. Der Angreifer bekam es dort gleich mit vier verschiedenen Trainern zu tun: Helmut Schneider, Karl Winkler, Kurt Baluses und Hennes Weisweiler. In dieser Zeit bestritt er an der Seite von Hans Schäfer und Josef Röhrig insgesamt 160 Spiele für die Kölner, in denen ihm 67 Tore gelangen. Sportliche Höhepunkte waren im Weltmeisterschaftsjahr 1954 der Gewinn der Westmeisterschaft, die zwei Vizemeisterschaften 1953 und 1958 mit den nachfolgenden Einsätzen in den Endrunden um die deutsche Fußballmeisterschaft, sowie das Endspiel um den DFB-Pokal am 17. April 1954 in Ludwigshafen gegen den VfB Stuttgart (0:1 n. V.). Am 23. November 1952 kam der Neuköllner zudem bei einem Sichtungsspiel in Homburg/Saar in einer DFB-Auswahl gegen das Saarland (4:3) zum Einsatz. Müller kehrte 1958 in seine Heimat zurück und schloss sich dem KSV Hessen Kassel in der 2. Liga Süd an. Für die Nordhessen spielte er ebenfalls sechs Jahre und beendete 1962 nach dem Aufstieg in die Fußball-Oberliga Süd seine aktive Laufbahn. Im September 1962 übernahm der Diplom-Sportlehrer das Amt des Chef-Trainers beim KSV in der letzten Saison der alten erstklassigen Oberliga Süd. Unter Vorgänger Willibald Hahn hatte der Aufsteiger mit 0:8 Punkten und 1:18 Toren einen klassischen Fehlstart hingelegt. Am Rundenende hatte der vormalige erfolgreiche Angreifer aus den Oberligen Nord und West seine Mannschaft mit 29:31 Punkten auf den 10. Rang geführt. Damit war Kassel für die ab 1963/64 startende Fußball-Regionalliga Süd qualifiziert.
In seinem ersten vollen Trainerjahr führte er die Hessen auf den ersten Platz der Regionalliga Süd. Dies glückte gegen die vor dem Rundenstart klar favorisierten Teams von Bayern München und Kickers Offenbach. Die Offensive war die Stärke des ersten Meisters der zweitklassigen Regionalliga Süd. Mit 116:61 Toren gewannen die „Löwen“ die Meisterschaft. Die Angreifer Horst Assmy, Jozsef Burjan, Rolf Fritzsche, Ernst Kuster, Klaus-Peter Jendrosch und Gerd Becker dominierten die Liga. Der ehemalige erfolgreiche Oberligastürmer Walter Müller hatte seinen Spielern die Freude am Angriffsspiel vermitteln können. Somit qualifizierte man sich für die Aufstiegsspiele zur 1. Bundesliga. Man scheiterte jedoch in einer Gruppe mit Hannover 96, Alemannia Aachen und FK Pirmasens. Hannover stieg auf. 1976 sprang er noch mal kurzfristig als Trainer in Kassel ein.

## Beruf
Müller war nie Vollprofi. Früh kümmerte er sich um sein berufliches Fortkommen. Der junge Mann aus Harleshausen studiert in Göttingen Philosophie, Pädagogik sowie Englisch und wollte Lehrer werden. Später absolviert er in Köln sein Diplom als Turn- und Sportlehrer an der Kölner Sporthochschule.
In Kassel verbindet Müller seine Interessen und Leidenschaften miteinander. Er ist Vertragsspieler beim KSV Hessen und gleichzeitig Lehrer an der Friedrich-Wöhler-Schule. Müller überzeugt nicht nur auf dem Fußballplatz, sondern auch im Klassenzimmer. Er wird Leiter des Pädagogischen Fachinstituts und schließlich Professor an der Gesamthochschule.
In seiner Zeit in Köln heiratete Walter Müller 1952 – und das gefällt nicht nur den FC-Fans, sondern allen Kölnern – am 11. November um 11.11 Uhr. Mit seiner Frau hatte der frühere Fußballer und spätere Professor zwei Söhne.

## Vereine

### Als Spieler
- bis 1949 Sportvereinigung Kassel-Harleshausen
- 1949–1952 Göttingen 05
- 1952–1958 1. FC Köln
- 1958–1962 KSV Hessen Kassel

### Als Trainer
- 1963–1964 KSV Hessen Kassel
- 1964–1974 KSV Hessen Kassel U19 Junioren
- 1976 KSV Hessen Kassel

## Statistik
- Oberliga West
138 Spiele; 62 Tore 1. FC Köln
- Endrunde um die deutsche Meisterschaft
10 Spiele; 1 Tor 1. FC Köln
- Westpokal
8 Spiele; 3 Tore 1. FC Köln
- DFB-Pokal
4 Spiele; 1 Tor 1. FC Köln
- Oberliga Nord
85 Spiele; 27 Tore für Göttingen 05

## Erfolge
- 1954 DFB-Pokal-Finale